# Karl-Heinz Zerrle
Karl-Heinz Zerrle (* 8. Juli 1944 in Burgau, Schwaben) ist ein deutscher katholischer Priester. Von 2000 bis 2011 war er 1. Vorsitzender des Landes-Caritasverbandes Bayern.

## Werdegang
Im Anschluss an sein Abitur in Augsburg studierte Zerrle Theologie in Augsburg, Dillingen und München. 1970 empfing er im Augsburger Dom seine Weihe zum Priester. Seine Kaplansjahre führten in zunächst nach Augsburg und Ichenhausen, 1975 kam er als Militärpfarrer nach Neuburg a.d.Donau.
1981 wechselte er als Sekretär zum Caritasverband der Diözese Augsburg, wurde 1984 zum 2. Caritasdirektor ernannt und übernahm 1990 als Nachfolger von Hermann Lutz dessen Leitung. In den zehn Jahren seines Wirkens als Caritasdirektor wurde zur Dezentralisierung des Verbandes ein Netz von Caritas-Kreisverbänden eingerichtet. Er führte den Ausbau der Suchtberatungsstellen und der Sozialpsychiatrischen Dienste der Diözese fort. Die stationären Einrichtungen der Behindertenhilfe und der Altenhilfe wurden in einer gemeinnützigen gGmbH zusammengefasst.
Für den in den Ruhestand wechselnden Walter Siegert wurde Zerrle 1999 zum Nachfolger im Amt des bayerischen Landes-Caritasdirektors gewählt und trat seine Aufgabe zum 1. Januar 2000 an. Zugleich ist er Leiter der Hauptvertretung München des Deutschen Caritasverbandes.
Seit 1965 ist er Mitglied der katholischen Studentenverbindung KDStV Algovia Augsburg.

## Ehrungen
- 1993: Ernennung zum Monsignore
- 2000: Ernennung zum Prälaten
- Mai 2009: Verdienstkreuz am Bande der Bundesrepublik Deutschland
- 2011: Silberner Brotteller
- 2012: Bayerischer Verdienstorden
- 2012: Großkreuz pro piis meritis des Verdienstordens Pro Merito Melitensi